# Экономика Гренландии
Экономика Гренландии пострадала от снижения ВВП в начале 1990-х годах, но с 1993 года возобновила свой рост. С конца 1980-х годов правительство Гренландии проводит жесткую бюджетную политику, которая помогла создать профицит государственного бюджета и снизить инфляцию. С 1990 года в Гренландии наблюдается дефицит внешней торговли, который возник после закрытия последнего свинцового и цинкового рудника.
Экономика в большой степени зависит от экспорта рыбы, китобойного промысла, текстильного производства и существенной поддержки со стороны датского правительства, которое обеспечивает около половины государственных доходов. Государственный сектор, в том числе государственные предприятия и муниципалитеты играют доминирующую роль в экономике. Частные компании ведут разведку углеводородов и полезных ископаемых. С 2002 года в Гренландии работают несколько международных нефтяных компаний в партнерстве с государственной нефтяной компанией NUNAOIL (англ.). Согласно сообщениям прессы, две международные компании рассматривают возможность строительства заводов по получению алюминия, что связано с высоким гидроэнергетическим потенциалом территории. Туристическая отрасль обладает большим потенциалом, однако её сдерживают короткий туристический сезон и высокие издержки. Ранее в Гренландию существовали прямые авиарейсы из США, но с недавних пор они были отменены.
Недостатками гренландской экономики остаются очень высокие цены на все товары первой необходимости от картофеля до автомобилей, высокие налоги, а также удалённость от развитых регионов (как Дании, так и других стран).

## Энергетика
В соответствии с данными UNSD и EES EAEC энергетика Гренландии за 2019 год характеризуется следующими основными показателями. Производство органического топлива — 3 тыс. тут. Общая поставка — 219 тыс. тут. На преобразование на электростанциях и отопительных установках израсходовано 40 тыс. тут или 18,2 % от общей поставки. Установленная мощность — нетто электростанций — 187 МВт, в том числе: тепловые электростанции, сжигающие органическое топливо (ТЭС) — 51,3 % , возобновляемые источники энергии (ВИЭ) — 48,7 %. Производство электроэнергии-брутто — 520 млн. кВт∙ч, в том числе: ТЭС — 24,6 , ВИЭ — 75,4 %. Конечное потребление электроэнергии — 494,70 млн. кВт∙ч, из которого: промышленность — 25,1 %, бытовые потребители — 33,9 %, коммерческий сектор и предприятия общего пользования — 36,0 %, другие потребители — 5,0 %. Показатели энергетической эффективности: в 2019 году душевое потребление валового внутреннего продукта (в номинальных ценах) — 52623 долларов США, душевое (валовое) потребление электроэнергии — 5814 кВт∙ч, душевое потребление электроэнергии населением — 1800 кВт∙ч. Число часов использования установленной мощности-нетто электростанций — 2670 часов